# Amazonas Film Festival
O Amazonas Film Festival foi um festival de cinema brasileiro realizado no Teatro Amazonas entre os anos de 2001 e 2013, na cidade de Manaus. Tornou-se um dos principais eventos cinematográficos do país.
Ao todo, o Amazonas Film Festival contou com 10 edições. Em 2013, devido à crise econômica e ao corte de verbas por parte do Governo do Estado do Amazonas, teve a sua 10.ª e última edição realizada.